# Pontederia rotundifolia
Pontederia rotundifolia es una especie de la familia del jacinto de agua (Pontederiaceae), dentro del orden Commelinales en lo que comúnmente llamamos grupo de las monocotiledóneas, aunque hoy en día se agrupan dentro del grupo Liliopsida. El nombre del género Pontederia se dio en honor al profesor de botánica Guilio Pontedera, quien vivió en el siglo XVIII en Padua, Italia, la especie, P. rotundifolia, se refiere a la forma de sus hojas.

## Clasificación y descripción
Planta perteneciente la familia Pontederiaceae. Planta acuática, herbácea, enraizada, tallos postrados o erectos; láminas de las hojas ovadas o redondas (sagitadas o reniformes) cordadas, de 12 cm de largo y 18 cm de ancho, ápice obtuso o redondeado, lóbulos basales redondeados; inflorescencia es una espiga corta, raquis piloso, con palos largos crispados; perianto lila, piloso en el margen, tubo de 6 a 8 mm de largo; fruto ovoide, rostrado de 7 mm de largo.

## Distribución
Su distribución abarca desde el sur de México hasta Sudamérica; en México se ha registrado en Guerrero, Oaxaca y Veracruz.

## Ambiente
Habita en bordes de lagunas, ríos y en aguas abiertas de lagos y lagunas; se ha registrado desde el nivel del mar hasta los 800 m de altitud.

## Estado de conservación
En México se cataloga bajo “Protección Especial” en la NOM-059-SEMARNAT-2010; esta especie aún no ha sido evaluada por la Lista Roja de Especies Amenazadas.